# Орепи
Оре́пи — село в Україні, у Ярунській сільській громаді Звягельського району Житомирської області. Населення становить 882 осіб.

## Географія
На північній околиці села бере початок річка Кропивня.

## Історія
У 1906 році село Смолдирівської волості Новоград-Волинського повіту Волинської губернії. Відстань від повітового міста 10 верст, від волості 12. Дворів 152, мешканців 979.
З 14 травня 1830 року входить до Орепівського ключа.

## Населення

### Мова
Розподіл населення за рідною мовою за даними :
| Мова       | Кількість | Відсоток |
| ---------- | --------- | -------- |
| українська | 937       | 99.47%   |
| російська  | 5         | 0.53%    |
| Усього     | 942       | 100%     |

## Постаті
- Веремійчук Роман Анатолійович (1987—2014) — солдат Збройних сил України, учасник російсько-української війни.
- Дем'янчук Степан Якимович (1925—2000) — доктор педагогічних наук, професор.
- Костюк Йосип Степанович (1919—1981) — учасник німецько-радянської війни, Герой Радянського Союзу.
- Сівашов Владислав Вікторович (1998—2017) — солдат Збройних сил України, учасник російсько-української війни[5].
- Топінка Євген Вячеславович (1941-2011) - президент ГО "Ческа беседа у Львові" (1996-2011)